# Bistrica, Litija
Bistrica este o localitate din comuna Litija, Slovenia.